# 8248 Gurzuf
8248 Gurzuf eller 1979 TV2 är en asteroid i huvudbältet som upptäcktes den 14 oktober 1979 av den rysk-sovjetiske astronomen Nikolaj Tjernych vid Krims astrofysiska observatorium på Krim. Den har fått sitt namn efter Gurzuf på Krim.
Asteroiden har en diameter på ungefär 3 kilometer.